# Friedrich Israel
Friedrich Israel (* 3. Januar 1884 in Kassel; † 30. März 1956 in Marburg) war ein deutscher Bibliothekar.

## Wirken
Nach seiner Reifeprüfung am Friedrichsgymnasium Kassel studierte Friedrich Israel Geschichte, Historische Hilfswissenschaften, Wirtschaftsgeschichte und Klassische Philologie an den Universitäten Marburg, Berlin und München und promovierte 1907 an der Universität München bei dem Historiker Karl Theodor von Heigel. Seit dem Studium war er Mitglied der Studentenverbindung Akademischer Gesangverein München im SV. Von 1908 bis 1922 war Israel als Assistent am Königlichen Staatsarchiv in Magdeburg tätig und bearbeitete hier vor allem das Urkundenbuch des Erzstifts Magdeburg. Er lebte zumindest in den 1910er Jahren in der Kaiser-Friedrich-Straße (heute Gerhart-Hauptmann-Straße) 28 im Magdeburger Stadtteil Wilhelmstadt. Als Schreibweise seines Namens war auch Israël gebräuchlich. Im Jahre 1922 wurde er Oberbibliothekar an der Landesbibliothek Kassel und 1940 dort stellvertretender Bibliotheksdirektor. Er leitete die Handschriftenabteilung. Während seiner letzten Dienstjahre von 1942 bis 1948 arbeitete er in Marburg an den in das Hessische Staatsarchiv ausgelagerten Handschriften der 1941 im Zweiten Weltkrieg zerstörten Landesbibliothek Kassel.

## Schriften
- Adam Adami und seine Arcana pacis Westphalicae (= Historische Studien, Bd. 69). Ebering, Berlin 1909 (Dissertation Universität München 1907, Nachdruck bei Kraus, Vaduz 1965) (Digitalisat).
- Das Wittenberger Universitätsarchiv, seine Geschichte und seine Bestände. Nebst den Regesten der  Urkunden des Allerheiligenstiftes und der Fundationsurkunden der Universität Wittenberg (Forschungen zur thüringisch-sächsischen Geschichte, H. 4). Gebauer-Schwetschke, Halle/S. 1913.
- Brandenburgisch-preußische Geschichte. Zwei Bände (= Aus Natur und Geisteswelt, Bd. 440/441). Teubner, Leipzig 1916–1918.
- Zur Geschichte der Universität Wittenberg. In: Korrespondenzblatt des Gesamtvereins der Deutschen Geschichts- und Altertumsvereine, Bd. 42 (1924), Sp. 16–25.
- Wissenschaftliche Ausbildung und Erziehung des Erbprinzen Wilhelm von Hessen in Marburg 1789–1792. In: Zeitschrift für hessische Geschichte und Landeskunde, N.F., Bd. 46 (1927), S. 243–279.
- Landgraf Karl von Hessen als deutscher Reichsfürst. In: Hessenland, Bd. 41 (1930), S. 161–169 u. 194–201.
- Die Kasseler Landesbibliothek als Quelle heimatlicher Forschung. In: Hessenland, Bd. 42 (1931), S. 332–335 u. 354–361.
- Zum 100jährigen Bestehen des Vereins für Hessische Landesgeschichte und Landeskunde. In: Hessenland, Bd. 45 (1934), S. 135–140.
- Die Kasseler Spohr-Sammlung und die Spohr-Ausstellung (September/Oktober 1934). In: Hessenland, Bd. 45 (1934), S. 181–184.
- Beiträge zur Geschichte der hessischen Auswanderung nach dem Osten. In: Hessenland, Bd. 49 (1938), S. 70–76.
- (mit Walter Möllenberg): Urkundenbuch des Erzstifts Magdeburg. Teil 1: 937–1132 (= Geschichtsquellen der Provinz Sachsen und des Freistaates Anhalt, N.R., Bd. 18). Landesgeschichtliche Forschungsstelle, Magdeburg 1938.
- Die Landesbibliothek in Kassel. In: Hessenland, Bd. 53 (1942), H. 1, S. 2–9.